# Vesele, Krasnopillea
Vesele (în ucraineană Веселе) este un sat în comuna Hmelivka din raionul Krasnopillea, regiunea Sumî, Ucraina.

## Demografie
Componența lingvistică a localității Vesele
     Ucraineană (94,38%)
     Rusă (4,38%)
Conform recensământului din 2001, majoritatea populației localității Vesele era vorbitoare de ucraineană (94,38%), existând în minoritate și vorbitori de rusă (4,38%).